# Isländische Badmintonmeisterschaft 1957
Die Isländische Badmintonmeisterschaft 1957 fand in Reykjavík statt. Es war die neunte Auflage der nationalen Titelkämpfe von Island im Badminton.

## Titelträger
| Disziplin    | Sieger                               |
| ------------ | ------------------------------------ |
| Herreneinzel | Wagner Walbom                        |
| Dameneinzel  | Ebba Lárusdóttir                     |
| Herrendoppel | Friðrik Sigurbjörnsson Wagner Walbom |
| Damendoppel  | Ebba Lárusdóttir Júlíana Isebarn     |
| Mixed        | Wagner Walbom Ellen Mogensen         |